# Campeonato Pan-Americano de Ginástica de 2022
O Campeonato Pan-Americano de Ginástica de 2022 foi realizado no Rio de Janeiro, Brasil, a partir de junho de 2022. Três disciplinas de ginástica foram disputadas: ginástica artística (de 15 a 17 de julho), ginástica rítmica (de 7 a 10 de julho), e trampolim (de 26 a 28 de junho).

## Calendário
A seguir está o calendário das competições de ginástica. Todos os horários estão no horário de Brasília (UTC-03:00).
Trampolim
Domingo, 26 de junho
- 10:00/13:20 - Classificatória Trampolim Individual Elite (Masc e Fem)

Segunda-feira, 27 de junho
- 09:20/10:40 - Classificatória Trampolim Individual Jr (Masc e Fem)
- 10:40/11:20 - Classificatória Duplo Mini Trampolim (Sênior Masc)
- 11:20/12:40 - Classificatória Trampolim Sincronizado Elite (Masc e Fem)

Terça-feira, 28 de junho
- 09:00/10:20 - Final Trampolim Sincronizado Elite (Masc e Fem)
- 10:20/11:00 - Final Trampolim Individual Jr (Masc e Fem)
- 11:00/11:40 - Final Duplo Mini Trampolim (Sênior Masc)
- 11:40/13:00 - Final Trampolim Individual Elite (Masc e Fem)

| Rítmica Quinta-feira, 7 de julho - 14:30/18:40 - Classificatórias Arco e Bola - Individual Adulto - 19:00/20:00 - Classificatória 05 Arcos - Conjunto Adulto Sexta-feira, 8 de julho - 09:00/12:50 Classificatórias Arco e Bola - Individual Juvenil - 13:20/14:00 Classificatória 05 Cordas - Conjunto Juvenil - 15:30/19:40 Classificatórias Maças e Fita - Individual Adulto - 20:00/20:50 Classificatória Misto - Conjunto Adulto Sábado, 9 de julho - 09:00/12:50 Classificatórias Maças e Fita - Individual Juvenil - 13:20/14:00 Classificatória 05 Bolas - Conjunto Juvenil - 16:30/17:30 Finais Arco e Bola - Individual Adulto - 17:40/18:20 Final 05 Arcos - Conjunto Adulto - 18:50/20:00 Finais Maças e Fita - Individual Adulto - 20:10/20:50 Final Misto - Conjunto Adulto Domingo, 10 de julho - 09:30/10:30 Finais Arco e Bola - Individual Juvenil - 10:40/11:20 Final 05 Cordas - Conjunto Juvenil - 11:50/13:00 Final Maças e Fita - Individual Juvenil - 13:10/13:50 Final 05 Bolas - Conjunto Juvenil | Artística Quinta-feira, 14 de julho - 08:50-16:54 - Classificatória/Final Equipes/Final Geral GAF Juvenil - 09:11-17:57 - Classificatória/Final Equipes/Final Geral GAM Juvenil Sexta-feira, 15 de julho - 08:30-18:34 - Classificatória/Final Geral/Final Aparelhos GAF Adulto - 08:50-22:16 - Classificatória/Final Geral/ Final Aparelhos GAM Adulto Sábado, 16 de julho - 10:00-19:30 - Final por aparelhos GAF/GAM Juvenil Domingo, 17 de julho 10:00-18:30 - Final por Equipes GAF/GAM Adulto |

## Nações participantes
- Argentina
- Aruba
- Barbados
- Bolívia
- Brasil
- Canadá
- Chile
- Colômbia
- Costa Rica
- Cuba
- El Salvador
- Equador
- Estados Unidos
- Guatemala
- Jamaica
- México
- Panamá
- Peru
- Porto Rico
- República Dominicana
- Trinidad e Tobago
- Uruguai
- Venezuela

## Medalhistas

### Ginástica artística

#### Sênior
| Masculino           |                                                                                             |                                                                                         |                                                                                          |
| Equipes             | Estados Unidos · Riley Loos · Brody Malone · Yul Moldauer · Colt Walker · Shane Wiskus      | Brasil · Lucas Bitencourt · Arthur Mariano · Diogo Soares · Caio Souza · Arthur Zanetti | Canadá · Félix Dolci · Mathys Jalbert · Chris Kaji · Jayson Rampersad · Kenji Tamane     |
| Individual geral    | Caio Souza (BRA)                                                                            | Yul Moldauer (USA)                                                                      | Felix Dolci (CAN)                                                                        |
| Solo                | Yul Moldauer (USA)                                                                          | Riley Looy (USA)                                                                        | Felix Dolci (CAN)                                                                        |
| Cavalo com alças    | Yul Moldauer (USA)                                                                          | Jayson Hampersad (CAN)                                                                  | Andres Moreno (COL)                                                                      |
| Argolas             | Arthur Zanetti (BRA)                                                                        | Caio Souza (BRA)                                                                        | Riley Loos (USA)                                                                         |
| Salto               | Caio Souza (BRA)                                                                            | Felix Dolci (CAN)                                                                       | Daniel Villafañe (ARG)                                                                   |
| Barras paralelas    | Yul Moldauer (USA)                                                                          | Colt Walker (USA)                                                                       | Caio Souza (BRA)                                                                         |
| Barra fixa          | Brody Malone (USA)                                                                          | Caio Souza (BRA)                                                                        | Arthur Nory (BRA)                                                                        |
| Feminino            |                                                                                             |                                                                                         |                                                                                          |
| Equipes             | Brasil · Rebeca Andrade · Lorrane Oliveira · Carolyne Pedro · Flávia Saraiva · Júlia Soares | Estados Unidos · Skye Blakely · Kayla DiCello · Zoe Miller · Elle Mueller · Lexi Zeiss  | Canadá · Shallon Olsen · Denelle Pedrick · Ava Stewart · Sydney Turner · Rose-Kaying Woo |
| Individual geral    | Flavia Saraiva (BRA)                                                                        | Lexi Zeiss (USA)                                                                        | Skye Blakely (USA)                                                                       |
| Salto               | Karla Boyd (PAN)                                                                            | Natalia Cardenas (MEX)                                                                  | Ahtziri Perez (MEX)                                                                      |
| Barras assimétricas | Rebeca Andrade (BRA)                                                                        | Zoe Miller (USA)                                                                        | Sydney Turner (CAN)                                                                      |
| Trave               | Flavia Saraiva (BRA)                                                                        | Rebeca Andrade (BRA)                                                                    | Lexi Zeiss (USA)                                                                         |
| Solo                | Kayla DiCello (USA)                                                                         | Flavia Saraiva (BRA)                                                                    | Skye Blakely (USA)                                                                       |

#### Juvenil
| Masculino           |                                                                                  |                                                                                        |                                                                             |
| Equipes             | Estados Unidos · Toby Liang · Cole Partridge · Fred Richard · Nathan Roman       | Canadá · Victor Canuel · Kai Iwaasa · Trentin Milligan · Xavier Olasz                  | Brasil · Bernardo Ferreira · Bruno Juvencio · João Perdigão · Kayke Santos  |
| Individual geral    | Fred Richard (USA)                                                               | Angel Barajas (COL)                                                                    | Camilo Vera (COL)                                                           |
| Solo                | Fred Richard (USA)                                                               | Angel Barajas (COL)                                                                    | Cole Partridge (USA)                                                        |
| Cavalo com alças    | Camilo Vera (COL)                                                                | Xavier Olasz (CAN)                                                                     | Fred Richard (USA)                                                          |
| Argolas             | Fred Richard (USA)                                                               | Ariel Villalobos (CRC)                                                                 | Cole Partridge (USA)                                                        |
| Salto               | Fred Richard (USA)                                                               | Angel Barajas (COL)                                                                    | Yerioth Soto (MEX)                                                          |
| Barras paralelas    | Camilo Vera (COL)                                                                | Fred Richard (USA)                                                                     | Angel Barajas (COL)                                                         |
| Barra fixa          | Angel Barajas (COL)                                                              | Toby Liang (USA)                                                                       | Cristóbal Cuevas (CHI)                                                      |
| Feminino            |                                                                                  |                                                                                        |                                                                             |
| Equipes             | Estados Unidos · Dulcy Caylor · Audrey Snyder · Tiana Sumanasekera · Alicia Zhou | Canadá · Cristella Brunetti-Burns · Victoriane Charron · Tegan Shaver · Evandra Zlobec | Argentina · Isabella Ajalla · Mia Corrente · Nicole Iribarne · Mia Mainardi |
| Individual geral    | Dulcy Caylor (USA)                                                               | Tiana Sumanasekera (USA)                                                               | Isabella Ajalla (ARG)                                                       |
| Salto               | Tiana Sumanasekera (USA)                                                         | Dulcy Caylor (USA)                                                                     | Darielis Aviles (PUR)                                                       |
| Barras assimétricas | Alicia Zhou (USA)                                                                | Evandra Zlobec (CAN)                                                                   | Isabella Ajalla (ARG)                                                       |
| Trave               | Tiana Sumanasekera (USA)                                                         | Cristella Brunetti-Burns (CAN)                                                         | Dulcy Caylor (USA)                                                          |
| Solo                | Tiana Sumanasekera (USA)                                                         | Mia Mainardi (ARG)                                                                     | Isabella Ajalla (ARG)                                                       |

### Ginástica rítmica

#### Sênior
| Equipes           | Estados Unidos · Evita Griskenas · Alexandria Kautzman · Erica Foster                                                   | Brasil · Geovanna Santos · Ana Luisa Neiva · Maria Flávia Britto · Mariana Pinto                                        | Canadá · Carmel Kallemaa · Suzanna Shahbazian · Christina Savchenko · Margaret Kuts                                          |
| Individual        | | | |
| Geral             | Evita Griskenas (USA)                                                                                                   | Geovanna Santos (BRA)                                                                                                   | Carmel Kallemaa (CAN) |
| Arco              | Marina Malpica (MEX) | Suzanna Shahbazian (CAN)                                                                                                | Sol Martínez (ARG) |
| Bola              | Alexandria Kautzman (USA)                                                                                               | Sol Martínez (ARG) | Suzanna Shahbazian (CAN) |
| Maças             | Geovanna Santos (BRA)                                                                                                   | Alexandria Kautzman (USA)                                                                                               | Carmel Kallemaa (CAN) |
| Fita              | Geovanna Santos (BRA)                                                                                                   | Sol Martínez (ARG) | Marina Malpica (MEX) |
| Grupos            | | | |
| Geral             | Brasil · Maria Eduarda Arakaki · Déborah Medrado · Nicole Pircio · Gabrielle da Silva · Giovanna Silva · Bárbara Galvão | México · Dalia Alcocer · Nicole Cejudo · Ana Sofia Flores · Kenya Hernández · Kimberly Salazar · Adirem Tejeda          | Estados Unidos · Maria Bolkhovitinova · Gergana Petkova · Katrine Sakhnov · Karolina Saverino · Hana Starkman · Emily Wilson |
| 5 Arcos           | Brasil · Maria Eduarda Arakaki · Déborah Medrado · Nicole Pircio · Gabrielle da Silva · Giovanna Silva · Bárbara Galvão | México · Dalia Alcocer · Nicole Cejudo · Ana Sofia Flores · Kenya Hernández · Kimberly Salazar · Adirem Tejeda          | Estados Unidos · Maria Bolkhovitinova · Gergana Petkova · Katrine Sakhnov · Karolina Saverino · Hana Starkman · Emily Wilson |
| 3 Fitas + 2 Bolas | México · Dalia Alcocer · Nicole Cejudo · Ana Sofia Flores · Kenya Hernández · Kimberly Salazar · Adirem Tejeda          | Brasil · Maria Eduarda Arakaki · Déborah Medrado · Nicole Pircio · Gabrielle da Silva · Giovanna Silva · Bárbara Galvão | Estados Unidos · Maria Bolkhovitinova · Gergana Petkova · Katrine Sakhnov · Karolina Saverino · Hana Starkman · Emily Wilson |

#### Juvenil
| Equipes    | Estados Unidos · Rin Keys · Jaelyn Chin · Megan Chu · Ksenia Pototski                           | Brasil · Maria Eduarda Alexandre · Isadora Oliveira · Keila Santos · Emanuelle Rocha                      | México · Sofia Pérez · Crista Hernández · Sofia García · Lili de León                                   |
| Individual |                                                                                                 | | |
| Geral      | Rin Keys (USA)                                                                                  | Maria Eduarda Alexandre (BRA)                                                                             | Jaelyn Chin (USA)                                                                                       |
| Arco       | Megan Chu (USA)                                                                                 | Rin Keys (USA)                                                                                            | Maria Eduarda Alexandre (BRA)                                                                           |
| Bola       | Rin Keys (USA)                                                                                  | Jaelyn Chin (USA)                                                                                         | Maria Eduarda Alexandre (BRA)                                                                           |
| Maças      | Maria Eduarda Alexandre (BRA)                                                                   | Jaelyn Chin (USA)                                                                                         | Megan Chu (USA)                                                                                         |
| Fita       | Rin Keys (USA)                                                                                  | Maria Eduarda Alexandre (BRA)                                                                             | Isadora Oliveira (BRA)                                                                                  |
| Grupos     |                                                                                                 | | |
| Conjuntos  | Brasil · Isadora Bedushi · Laura Gamboa · Fernanda Heinemann · Yumi Moriyama · Lavinia Silvério | México · Lili de León · Pamela Burguete · Idalia Lecuona · Annette Luna · Naomi Osorio · Ivanna Rodriguez | Estados Unidos · Goda Balsys · Annabella Hantov · Isabelle Novoseltsky · Kristina Lee · Kalina Trayanov |
| 5 Cordas   | Brasil · Isadora Bedushi · Laura Gamboa · Fernanda Heinemann · Yumi Moriyama · Lavinia Silvério | México · Lili de León · Pamela Burguete · Idalia Lecuona · Annette Luna · Naomi Osorio · Ivanna Rodriguez | Estados Unidos · Goda Balsys · Annabella Hantov · Isabelle Novoseltsky · Kristina Lee · Kalina Trayanov |
| 5 Bolas    | Brasil · Isadora Bedushi · Laura Gamboa · Fernanda Heinemann · Yumi Moriyama · Lavinia Silvério | México · Lili de León · Pamela Burguete · Idalia Lecuona · Annette Luna · Naomi Osorio · Ivanna Rodriguez | Estados Unidos · Goda Balsys · Annabella Hantov · Isabelle Novoseltsky · Kristina Lee · Kalina Trayanov |

### Ginástica de trampolim

#### Sênior
| Masculino              |                                                                             |                                                                                |                                                                                    |
| Equipes                | Colômbia · Ángel Hernández · Alvaro Calero · Manuel Sierra · Santiago Parra | México · José Hugo Marín · Adrian Martínez · Amado Lozano · Esaul Ceballos     | Argentina · Federico Cury · Santiago Ferrari · Tobias Weise · Ralph Stotz          |
| Trampolim individual   | Ángel Hernández (COL)                                                       | Keegan Soehn (CAN)                                                             | Federico Cury (ARG)                                                                |
| Trampolim sincronizado | Alvaro Calero (COL) · Ángel Hernández (COL)                                 | Nathan Shuh (CAN) · Keegan Soehn (CAN)                                         | José Hugo Marín (MEX) · Adrian Martínez (MEX)                                      |
| Duplo-mini trampolim   | Trevor Harder (USA)                                                         | Federico Cury (ARG)                                                            | João Guilherme Silva (BRA)                                                         |
| Feminino               |                                                                             |                                                                                |                                                                                    |
| Equipes                | México · Dafne Navarro · Patricia Nuñez · Michelle Mares · Aylin Cobos      | Brasil · Camilla Gomes · Alice Gomes · Maria Luiza Oliveira · Ana Luiza Soares | Argentina · Valentina Podesta · Lucila Maldonado · Florencia Braun · Candela Sacca |
| Trampolim individual   | Camilla Gomes (BRA)                                                         | Alice Gomes (BRA)                                                              | Dafne Navarro (MEX)                                                                |
| Trampolim sincronizado | Alice Gomes (BRA) · Camilla Gomes (BRA)                                     | Dafne Navarro (MEX) · Michelle Mares (MEX)                                     | Florencia Braun (ARG) · Lucila Maldonado (ARG)                                     |

#### Juvenil
| Masculino            |                          |                         |                       |
| Trampolim individual | Tomas Roberti (ARG)      | Arthur Ferreira (BRA)   | Marcos Pedro (BRA)    |
| Feminino             |                          |                         |                       |
| Trampolim individual | Gabriela Rodrigues (BRA) | Alice Albuquerque (BRA) | Alma Figueiredo (ARG) |

## Quadro de medalhas

### Geral
*   país anfitrião (Brasil)
| Pos.                | País                | Ouro | Prata | Bronze | Total |
| ------------------- | ------------------- | ---- | ----- | ------ | ----- |
| 1                   | Estados Unidos      | 26   | 14    | 16     | 56    |
| 2                   | Brasil              | 18   | 15    | 8      | 41    |
| 3                   | Colômbia            | 6    | 3     | 3      | 12    |
| 4                   | México              | 3    | 8     | 6      | 17    |
| 5                   | Argentina           | 1    | 4     | 11     | 16    |
| 6                   | Panamá              | 1    | 0     | 0      | 1     |
| 7                   | Canadá              | 0    | 10    | 9      | 19    |
| 8                   | Costa Rica          | 0    | 1     | 0      | 1     |
| 9                   | Chile               | 0    | 0     | 1      | 1     |
| 9                   | Porto Rico          | 0    | 0     | 1      | 1     |
| Total (10 entradas) | Total (10 entradas) | 55   | 55    | 55     | 165   |

### Artística
*   país anfitrião (Brasil)
| Pos.                | País                | Ouro | Prata | Bronze | Total |
| ------------------- | ------------------- | ---- | ----- | ------ | ----- |
| 1                   | Estados Unidos      | 17   | 10    | 8      | 35    |
| 2                   | Brasil              | 7    | 5     | 3      | 15    |
| 3                   | Colômbia            | 3    | 3     | 3      | 9     |
| 4                   | Panamá              | 1    | 0     | 0      | 1     |
| 5                   | Canadá              | 0    | 7     | 5      | 12    |
| 6                   | Argentina           | 0    | 1     | 5      | 6     |
| 7                   | México              | 0    | 1     | 2      | 3     |
| 8                   | Costa Rica          | 0    | 1     | 0      | 1     |
| 9                   | Chile               | 0    | 0     | 1      | 1     |
| 9                   | Porto Rico          | 0    | 0     | 1      | 1     |
| Total (10 entradas) | Total (10 entradas) | 28   | 28    | 28     | 84    |

#### Masculino
*   país anfitrião (Brasil)
| Pos.               | País               | Ouro | Prata | Bronze | Total |
| ------------------ | ------------------ | ---- | ----- | ------ | ----- |
| 1                  | Estados Unidos     | 10   | 5     | 4      | 19    |
| 2                  | Brasil             | 3    | 3     | 3      | 9     |
| 2                  | Colômbia           | 3    | 3     | 3      | 9     |
| 4                  | Canadá             | 0    | 4     | 3      | 7     |
| 5                  | Costa Rica         | 0    | 1     | 0      | 1     |
| 6                  | Argentina          | 0    | 0     | 1      | 1     |
| 6                  | Chile              | 0    | 0     | 1      | 1     |
| 6                  | México             | 0    | 0     | 1      | 1     |
| Total (8 entradas) | Total (8 entradas) | 16   | 16    | 16     | 48    |

#### Feminino
*   país anfitrião (Brasil)
| Pos.               | País               | Ouro | Prata | Bronze | Total |
| ------------------ | ------------------ | ---- | ----- | ------ | ----- |
| 1                  | Estados Unidos     | 7    | 5     | 4      | 16    |
| 2                  | Brasil             | 4    | 2     | 0      | 6     |
| 3                  | Panamá             | 1    | 0     | 0      | 1     |
| 4                  | Canadá             | 0    | 3     | 2      | 5     |
| 5                  | Argentina          | 0    | 1     | 4      | 5     |
| 6                  | México             | 0    | 1     | 1      | 2     |
| 7                  | Porto Rico         | 0    | 0     | 1      | 1     |
| Total (7 entradas) | Total (7 entradas) | 12   | 12    | 12     | 36    |

### Rítmica
*   país anfitrião (Brasil)
| Pos.               | País               | Ouro | Prata | Bronze | Total |
| ------------------ | ------------------ | ---- | ----- | ------ | ----- |
| 1                  | Brasil             | 8    | 6     | 3      | 17    |
| 2                  | Estados Unidos     | 8    | 4     | 8      | 20    |
| 3                  | México             | 2    | 5     | 2      | 9     |
| 4                  | Argentina          | 0    | 2     | 1      | 3     |
| 5                  | Canadá             | 0    | 1     | 4      | 5     |
| Total (5 entradas) | Total (5 entradas) | 18   | 18    | 18     | 54    |

### Trampolim
*   país anfitrião (Brasil)
| Pos.               | País               | Ouro | Prata | Bronze | Total |
| ------------------ | ------------------ | ---- | ----- | ------ | ----- |
| 1                  | Brasil             | 3    | 4     | 2      | 9     |
| 2                  | Colômbia           | 3    | 0     | 0      | 3     |
| 3                  | México             | 1    | 2     | 2      | 5     |
| 4                  | Argentina          | 1    | 1     | 5      | 7     |
| 5                  | Estados Unidos     | 1    | 0     | 0      | 1     |
| 6                  | Canadá             | 0    | 2     | 0      | 2     |
| Total (6 entradas) | Total (6 entradas) | 9    | 9     | 9      | 27    |